# Oberonia filaris
Oberonia filaris är en orkidéart som beskrevs av Henry Nicholas Ridley. Oberonia filaris ingår i släktet Oberonia och familjen orkidéer. Inga underarter finns listade i Catalogue of Life.